# Rajd 1000 Miglia 2008
Rajd 1000 Miglia 2008 (32. Rally 1000 Miglia) – 32 edycja rajdu samochodowego Rajd 1000 Miglia rozgrywanego we Włoszech. Rozgrywany był od 18 do 20 kwietnia 2008 roku. Była to druga runda Rajdowych Mistrzostw Europy w roku 2008 oraz trzecia runda Rajdowych Mistrzostw Włochy. Składał się z 15 odcinków specjalnych.

## Klasyfikacja rajdu
| Miejsce | Miejsce | Miejsce | Kierowca          | Pilot             | Samochód                       | Czas      | Strata  |
| Gen.    | ERC     | ITA     | Kierowca          | Pilot             | Samochód                       | Czas      | Strata  |
| ------- | ------- | ------- | ----------------- | ----------------- | ------------------------------ | --------- | ------- |
| 1.      |         | 1.      | Paolo Andreucci   | Anna Andreussi    | Mitsubishi Lancer Evo IX       | 3:20:35.7 | 0.0     |
| 2.      | 1.      | 2.      | Luca Rossetti     | Matteo Chiarcossi | Peugeot 207 S2000              | 3:21:26.8 | +51.1   |
| 3.      | 2.      | 3.      | Renato Travaglia  | Lorenzo Granai    | Fiat Abarth Grande Punto S2000 | 3:24:06.9 | +3:31.2 |
| 4.      | 3.      | 4.      | Piero Longhi      | Maurizio Imerito  | Subaru Impreza STi N14         | 3:24:54.5 | +4:18.8 |
| 5.      |         | 5.      | Andrea Navarra    | Guido D’Amore     | Fiat Abarth Grande Punto S2000 | 3:25:26.0 | +4:50.3 |
| 6.      |         | 6.      | Tobia Cavallini   | Flavio Zanella    | Peugeot 207 S2000              | 3:28:09.1 | +7:33.4 |
| 7.      | 4.      | 7.      | Corrado Fontana   | Renzo Casazza     | Fiat Abarth Grande Punto S2000 | 3:28:49.4 | +8:13.7 |
| 8.      |         | 8.      | Andrea Dallavilla | Tommaso Rocco     | Peugeot 207 S2000              | 3:29:34.1 | +8:58.4 |
| 9.      |         | 9.      | Alessandro Perico | Fabrizio Carrara  | Peugeot 207 S2000              | 3:29:56.8 | +9:21.1 |
| 10.     |         | 10.     | Andrea Torlasco   | Michele Brega     | Renault Clio S1600             | 3:30:09.4 | +9:33.7 |